# Baudh (distrikt i Indien)
Baudh är ett distrikt i Indien.   Det ligger i delstaten Odisha, i den centrala delen av landet, 1 100 km sydost om huvudstaden New Delhi. Antalet invånare är 441 162. Arean är 3 098 kvadratkilometer. Baudh gränsar till Subarnapur district.
Terrängen i Baudh är kuperad österut, men västerut är den platt.
Följande samhällen finns i Baudh:
- Bauda